# Estación de Rognac
La estación de Rognac es una estación ferroviaria francesa de la línea París - Marsella, situada en la comuna de Rognac, en el departamento de Bocas del Ródano, en la región de Provenza-Alpes-Costa Azul. Por ella transitan únicamente trenes regionales. 

## Situación ferroviaria
La estación se sitúa en un nudo ferroviario a la altura del  PK 828,609 de la línea férrea París-Marsella. Además se encuentra al origen de la línea férrea Rognac - Aix-en-Provence. Este trazado menor, de apenas 25 kilómetros es de vía única, sin electrificar y se limita al tráfico de mercancías. 

## Historia
La estación fue abierta en 1847 por parte de la Compañía de Ferrocarriles de Aviñón a Marsella, aunque fue rápidamente adquirida por la Compañía de Ferrocarriles de París a Lyon y al Mediterráneo. Desde 1937, es explotada por la SNCF.

## La estación
La estación se compone de dos andenes, uno lateral y otro central y de cuatro vías. Una de ellas no tiene acceso a andén. Está abierta al público de forma permanente y dispone de taquillas y de máquinas expendedoras de billetes. 

## Servicios ferroviarios

### Regionales
Los TER PACA recorre el siguiente trazado:
- Línea Miramas - Marsella.